# HD57526
HD57526 — хімічно пекулярна зоря спектрального класу B9, що має видиму зоряну величину в смузі V приблизно  8,3.
Вона  розташована на відстані близько 1208,0 світлових років від Сонця.

## Пекулярний хімічний склад
Зоряна атмосфера HD57526 має підвищений вміст 
Si
.